# Пиеве дел Грапа
Пиѐве дел Гра̀па (на италиански: Pieve del Grappa) е община в Северна Италия, провинция Тревизо, регион Венето. Административен център на общината е село Креспано дел Грапа (Crespano del Grappa), което е разположено на 300 m надморска височина. Населението на общината е 6728 души (към 2019 г.).
Общината е създадена в 1 януари 2019 г. Тя се състои от предшествуващите общини Креспано дел Грапа и Падерно дел Грапа.